# منتخب اليابان لكرة القاعدة للسيدات
منتخب اليابان لكرة القاعدة للسيدات هو ممثل اليابان الرسمي في المنافسات الدولية في كرة القاعدة للسيدات
.